# پیتر بارتون (هنرپیشه)
پیتر بارتون (انگلیسی: Peter Barton؛ زادهٔ ۱۹ ژوئیهٔ ۱۹۵۶) هنرپیشه اهل ایالات متحده آمریکا است. 
از فیلم‌ها یا مجموعه‌های تلویزیونی که وی در آن‌ها نقش داشته است، می‌توان به سانست بیچ اشاره نمود.